# René Deltgen
Renatus Heinrich Deltgen (né le 30 avril 1909 à Esch-sur-Alzette, mort le 29 janvier 1979 à Cologne) est un acteur luxembourgeois.

## Histoire
Il est le fils Mathias Deltgen, chimiste, et de son épouse Katharina Pütz. Après son abitur, il s'en va à Cologne en 1927 pour une école de comédie. De 1931 à 1934, il joue dans beaucoup de scènes de cette ville. Après un an au théâtre de la ville de Francfort, il fait sa première apparition au cinéma en 1935 dans Das Mädchen Johanna, film de Gustav Ucicky retraçant la vie de Jeanne d'Arc.
Jusqu'en 1944, il joue dans de nombreux théâtres et films à Berlin. Il joue le plus souvent des charmeurs ou des aventuriers sans scrupules. Durant l'occupation allemande du Luxembourg, René Deltgen est montré comme un modèle pour adhérer aux Jeunesses hitlériennes. Après la Seconde Guerre mondiale, ses compatriotes lui pardonnent sa collaboration avec les Allemands. En 1945, il accepte un procès pour trahison : Deltgen est condamné à deux ans de prison, à 100 000 francs luxembourgeois d'amende et à la perte de la nationalité luxembourgeoise qu'il retrouvera en 1952.
Il revient au cinéma en 1949. Il a de nouveau une popularité dans les années 1950 et 1960 grâce aux pièces radiophoniques adaptant Paul Temple, le héros de l'écrivain Francis Durbridge. Dans les années 1960, il tient le rôle-titre dans le film policier Le Défi du Maltais (Der Hexer) d'Alfred Vohrer. Dans le même temps, il est présent aussi à la télévision.
Un public bien plus jeune le découvre en 1978 dans la série télévisée Heidi.
René Deltgen est marié d'abord avec l'actrice Elisabeth Scherer puis avec Anita Irene Wapordjieff.
Le documentaire René Deltgen – Der sanfte Rebell de Michael Wenk retrace la vie et la carrière de l'acteur luxembourgeois. Il repose au cimetière de Melaten (Cologne).

## Filmographie

### Au cinéma
- 1935 : Das Mädchen Johanna (Jeanne d'Arc)
- 1935 : Einer zuviel an Bord
- 1936 : Savoy-Hotel 217
- 1936 : Port-Arthur
- 1936 : Contrebande
- 1937 : Des cœurs forts
- 1937 : Permission sur parole
- 1937 : Ab Mitternacht
- 1938 : Geheimzeichen LB 17
- 1938 : Schwarzfahrt ins Glück
- 1938 : Nordlicht
- 1938 : Marajo, la lutte sans merci
- 1939 : Der grüne Kaiser
- 1939 : 12 Minuten nach 12
- 1939 : Kongo-Expreß
- 1939 : L'Océan en feu
- 1940 : Les Trois Codonas
- 1940 : Achtung! Feind hört mit!
- 1940 : Das leichte Mädchen
- 1941 : Anschlag auf Baku
- 1941 : Ma vie pour l'Irlande
- 1941 : Spähtrupp Hallgarten
- 1942 : Das große Spiel
- 1942 : Dr. Crippen an Bord
- 1942 : Aimé des dieux (Wen die Götter lieben) de Karl Hartl
- 1942 : Fronttheater
- 1943 : Augen der Liebe
- 1943 : Wenn der junge Wein blüht
- 1943 : Le Roi du cirque
- 1944 : Sommernächte
- 1944 : Das Hochzeitshotel
- 1945 : Der stumme Gast
- 1945 : Wir beide liebten Katharina (inachevé)
- 1949 : Tromba
- 1949 : Nachtwache
- 1950 : Export in Blond
- 1951 : Torriani
- 1952 : La Dernière ordonnance
- 1952 : Valse dans la nuit
- 1953 : Le Chemin sans retour
- 1953 : Das Haus an der Küste
- 1953 : Le Tigre de Colombo
- 1954 : Prisonnière du Maharadjah
- 1954 : Der Mann meines Lebens
- 1954 : Der letzte Sommer
- 1954 : Frühlingslied
- 1954 : Phantom des großen Zeltes
- 1955 : L'Affaire Baby
- 1955 : Hotel Adlon
- 1956 : Ohne Dich wird es Nacht
- 1956 : Londres appelle Pôle nord
- 1957 : Königin Luise de Wolfgang Liebeneiner
- 1959 : Le Tigre du Bengale
- 1959 : Le Tombeau hindou
- 1962 : Golden Boy
- 1964 : Les Aventuriers de la jungle
- 1964 : Le Défi du Maltais (Der Hexer) d'Alfred Vohrer
- 1965 : Neues vom Hexer
- 1966 : Der Arzt stellt fest...
- 1970 : Ohrfeigen
- 1977 : Gefundenes Fressen

### À la télévision
- 1960 : Die Friedhöfe
- 1961 : Schau heimwärts, Engel
- 1962 : Ein verdienter Staatsmann
- 1962 : Der Gefangene
- 1963 : Das Kriminalmuseum : Nur ein Schuh
- 1964 : Das Kriminalmuseum : Der Schlüssel
- 1964 : Umbruch
- 1965 : Der Sündenbock
- 1965 : Die eigenen vier Wände
- 1970 : Nicht nur zur Weihnachtszeit
- 1970 : Spiele der Macht – Auf den Abgrund zu
- 1971 : Klassenkampf
- 1971 : Die Auferstehung des Stefan Stefanow
- 1971 : Das Messer
- 1973 : Mein Onkel Benjamin
- 1974 : Eine geschiedene Frau
- 1974 : Der Kommissar : Die Nacht mit Lansky (série)
- 1975 : Trotzki in Coyoacan
- 1975 : Rest des Lebens – Die Herausforderung
- 1975 : Les Brigades du Tigre de Victor Vicas, épisode : Collection 1909 : Max
- 1976 : Die Affäre Lerouge
- 1977 : Sonderdezernat K1 : MP 9 mm frei Haus (série)
- 1977 : Ein Tisch zu viert
- 1977 : Morgen
- 1978 : L'Échiquier de la passion
- 1978 : Heidi (série, 26 épisodes)
- 1978 : Großstadt-Miniaturen – Geschichten zwischen Kiez und Ku'damm
- 1978 : Wo die Liebe hinfällt